# Samir Khan
Samir Khan (25 décembre 1985 - 30 septembre 2011), de son nom complet Samir ibn Zafar Khan, est un islamiste américain d'origine pakistanaise. Disciple de l'imam radical américain Anwar al-Awlaqi, il avait rejoint les rangs d'Al-Qaida dans la péninsule arabique (AQPA) au Yémen et publiait des articles dans le magazine Inspire, revue en anglais diffusée sur internet et présumée publiée par le groupe islamiste.

## Biographie
Samir Khan naît le 25 décembre 1985 à Riyad en Arabie saoudite au sein d'une famille d'origine pakistanaise. 
Sa famille déménage aux États-Unis alors qu'il est âgé de sept ans. Ses parents s'installent à Queens, à New York. En 2004, la famille déménage à Charlotte (Caroline du Nord). 
Samir Khan verse dans l'islam radical dans des circonstances obscures, antérieures à son déménagement en Caroline du Nord. Un de ses amis a confirmé qu'il était déjà radicalisé avant 2004. Plusieurs années durant, il alimentait un blog islamiste où il affichait son soutien à la nébuleuse terroriste Al-Qaïda depuis le domicile de ses parents. Un article du New York Times indiquait que ses proches s'inquiétaient de son comportement et de ses points de vue extrémistes. 
En octobre 2009, Khan quitte les États-Unis pour le Yémen, coupant tout lien avec sa famille. Des écrits relevés sur un de ses blogs révèlent son intention de rejoindre ce pays pour y enseigner l'anglais. Cependant, il devient l'éditeur d'Inspire, un magazine djihadiste à caractère extrémiste, présumément publié par Al-Qaida dans la péninsule arabique. Dans un article publié le 10 septembre 2010, il écrit être "fier de trahir les États-Unis" et se pose en partisan d'Oussama Ben Laden, le fondateur d'Al-Qaida, qu'il qualifie de "leader de la lutte mondiale contre l'Occident". Ses articles ciblent essentiellement de jeunes musulmans pour les inciter à commettre des attentats sur le sol américain. De fait, son magazine est soupçonné d'avoir inspiré plusieurs suspects dans le cadre d'affaires de lutte antiterroriste menées au Royaume-Uni et aux États-Unis.

## Décès
Samir Khan est mort le 30 septembre 2011 dans l'attaque d'un missile tiré par un drone américain dans la province de al-Jawf, au nord du Yémen, ayant également entraîné le décès de l'imam radical américain Anwar al-Awlaqi. Son décès a été confirmé par AQPA.
Étant un citoyen américain, son décès, comme celui d'Awlaqi, soulève un débat aux États-Unis sur le droit d'assassiner des ressortissants américains au nom de la lutte contre le terrorisme. Selon le Washington Post, l'élimination d'Anwar al-Awlaqi aurait été approuvée par un document secret du département américain de la Justice. 